# Campionat d'Espanya de trial 1999
La temporada de 1999 del Campionat d'Espanya de trial fou la 32a edició d'aquest campionat, organitzat per la Reial Federació Motociclista Espanyola. El calendari oficial constava de 8 proves puntuables, celebrades entre el 31 de gener i el 17 d'octubre. 2 de les proves programades es disputaren als Països Catalans: Trial de Castelló a Morella (16 de maig) i Trial del Pallars a La Pobla de Segur (la darrera, el 17 d'octubre).

## Classificació final
Font:
| Posició | Pilot               | Motocicleta | Punts |
| ------- | ------------------- | ----------- | ----- |
| 1       | Marc Colomer        | Montesa     | 139   |
| 2       | Amós Bilbao         | Montesa     | 128   |
| 3       | Marc Freixa         | Gas Gas     | 119   |
| 4       | Albert Cabestany    | Gas Gas     | 103   |
| 5       | Marcel Justribó     | Montesa     | 98    |
| 6       | Adam Raga           | Gas Gas     | 76    |
| 7       | José Manuel Alcaraz | Montesa     | 70    |
| 8       | Jordi Pascuet       | Montesa     | 68    |
| 9       | Sergi León          | Montesa     | 48    |
| 10      | Santiago Navarro    | Montesa     | 41    |

### Classificació per marques
| Posició | Marca   | Punts |
| ------- | ------- | ----- |
| 1       | Montesa | 278   |
| 2       | Gas Gas | 234   |

## Categories inferiors
| Categoria    | Guanyador         | Motocicleta |
| ------------ | ----------------- | ----------- |
| Sènior B     | Josep Maria Sáez  | Montesa     |
| Sènior C     | Santi Serra       | Gas Gas     |
| Veterans A   | Carles Casas      | Montesa     |
| Veterans B   | Carles Casas      | Montesa     |
| Júnior       | Josep Manzano     | Gas Gas     |
| Cadets       | Miguel A. Jiménez | Gas Gas     |
| "Autonomías" | Catalunya         | -           |